# Heuland
Heuland é uma comuna francesa na região administrativa da Normandia, no departamento Calvados. Estende-se por uma área de 3 km². Em 2010 a comuna tinha 109 habitantes (densidade: 36,3 hab./km²).